# Campeonato Nacional B 1993-94
El Torneo Nacional B 1993/1994 fue la octava temporada disputada de la Primera B Nacional, que llevaba por ese entonces el nombre de Nacional B. Fue disputado entre el 21 de agosto de 1993 y el 6 de agosto de 1994 por 22 equipos.
Se incorporaron a la categoría San Martín de Tucumán y Talleres de Córdoba, descendidos de la Primera División, All Boys, campeón de la Primera B Metropolitana, y Gimnasia y Esgrima de Jujuy y Sarmiento de Junín, ascendidos por los zonales Noreste y Sureste, respectivamente, disputados por equipos de la Primera B y del Torneo del Interior.
El campeón del torneo fue justamente el recién ascendido Gimnasia y Esgrima de Jujuy. El segundo ascenso fue para Talleres de Córdoba por medio del Torneo Reducido, tras ganarle la final a Instituto.
Asimismo, el torneo determinó el descenso de Ituzaingó y Sarmiento de Junín a la Primera B Metropolitana y de Chaco For Ever a su respectiva liga regional, por medio de la tabla de promedios.

## Ascensos y descensos
| Promedio | Descendidos del Nacional B 1992-93 |
| -------- | ---------------------------------- |
| 20.º     | Racing (Córdoba)                   |
| 21.º     | Defensa y Justicia                 |
| 22.º     | Villa Dálmine                      |

| Posición       | Ascendidos al Nacional B 1993-94 |
| -------------- | -------------------------------- |
| 1.º            | All Boys                         |
| Zonal Noroeste | Gimnasia y Esgrima (Jujuy)       |
| Zonal Sureste  | Sarmiento (Junín)                |

| Posición  | Ascendidos a la Primera División 1993-94 |
| --------- | ---------------------------------------- |
| 1.º       | Banfield                                 |
| Gan. Red. | Gimnasia y Tiro (Salta)                  |

| Promedio | Descendidos de la Primera División 1992-93 |
| -------- | ------------------------------------------ |
| 19.º     | Talleres de Córdoba                        |
| 20.º     | San Martín de Tucumán                      |

## Equipos participantes
| Equipo              | Ciudad               | Estadio                          | Capacidad |
| ------------------- | -------------------- | -------------------------------- | --------- |
| All Boys            | Buenos Aires         | Islas Malvinas                   | 12 000    |
| Almirante Brown     | Isidro Casanova      | Fragata Presidente Sarmiento     | 25 000    |
| Arsenal             | Sarandí              | Arsenal                          | 5900      |
| Atlético de Rafaela | Rafaela              | Nuevo Monumental                 | 14.660    |
| Atlético Tucumán    | Tucumán              | Monumental José Fierro           | 29.200    |
| Central Córdoba     | Rosario              | Gabino Sosa                      | 10 000    |
| Chaco For Ever      | Resistencia          | Juan Alberto García              | 15 000    |
| Colón               | Santa Fe             | Brigadier Estanislao López       | 30.700    |
| Deportivo Italiano  | Ciudad Evita         | No posee                         | -         |
| Deportivo Laferrere | Laferrere            | Ciudad de Laferrere              | 10 000    |
| Deportivo Morón     | Morón                | Francisco Urbano                 | 19 000    |
| Douglas Haig        | Pergamino            | Miguel Morales                   | 16 000    |
| Gimnasia y Esgrima  | Jujuy                | 23 de Agosto                     | 23 000    |
| Instituto           | Córdoba              | Juan Domingo Perón               | 26 000    |
| Ituzaingó           | Ituzaingó            | Ituzaingó                        | 3500      |
| Nueva Chicago       | Buenos Aires         | Nueva Chicago                    | 25 000    |
| Quilmes             | Quilmes              | Guido y Sarmiento                | 30 000    |
| San Martín          | Tucumán              | La Ciudadela                     | 23.500    |
| Sarmiento           | Junín                | Eva Perón                        | 17 000    |
| Talleres (C)        | Córdoba              | Chateau Carreras                 | 57 000    |
| Talleres (RE)       | Remedios de Escalada | Talleres de Remedios de Escalada | 16 000    |
| Unión               | Santa Fe             | 15 de Abril                      | 28 000    |

### Distribución geográfica de los equipos
| Región                                   | Cant. | Equipos |
| ---------------------------------------- | ----- | --- |
| conurbano bonaerense                     | 8     | Almirante Brown, Arsenal, Deportivo Italiano, Deportivo Laferrere, Deportivo Morón, Ituzaingó, Quilmes y Talleres (RdE) |
| Provincia de Santa Fe                    | 4     | Atlético de Rafaela, Central Córdoba (R), Colón y Unión                                                                 |
| Ciudad de Buenos Aires                   | 2     | All Boys y Nueva Chicago                                                                                                |
| Interior de la provincia de Buenos Aires | 2     | Douglas Haig y Sarmiento (J)                                                                                            |
| Provincia de Córdoba                     | 2     | Instituto y Talleres |
| Provincia de Tucumán                     | 2     | Atlético Tucumán y San Martín                                                                                           |
| Provincia del Chaco                      | 1     | Chaco For Ever |
| Provincia de Jujuy                       | 1     | Gimnasia y Esgrima |

## Formato

### Competición
Se disputó un torneo de 42 fechas por el sistema de todos contra todos a dos ruedas, ida y vuelta.

### Ascensos
El equipo que obtuvo más puntos se consagró campeón y ascendió a la Primera División. Los equipos ubicados entre el segundo y el octavo lugar así como el campeón de la Primera B Metropolitana disputaron un Torneo reducido de manera eliminatoria a dos ruedas, ida y vuelta. El ganador ascendió a la Primera División junto con el campeón.

### Descensos
Fueron definidos mediante una tabla de promedios determinados por el cociente entre los puntos obtenidos y los partidos jugados en las tres últimas temporadas. Si un club ascendía y luego de una temporada descendía, se le contabilizaban los puntos obtenidos en su campaña previa. Los tres últimos de dicha tabla descendían a la Primera B o a su respectiva liga regional, según correspondiera.

## Tabla de posiciones final

Club de Gimnasia y Esgrima (J) Campeón de la Primera B Nacional 1993-94 (1.º título) Ascendido a Primera División.

| Pos  | Equipos                | Pts | PJ | PG | PE | PP | PGL | PEL | PPL | PGV | PEV | PPV | GF | GC | Dif |
| ---- | ---------------------- | --- | -- | -- | -- | -- | --- | --- | --- | --- | --- | --- | -- | -- | --- |
| 1.º  | Gimnasia y Esgrima (J) | 58  | 42 | 21 | 16 | 5  | 13  | 8   | 0   | 8   | 8   | 5   | 66 | 36 | 30  |
| 2.º  | Quilmes                | 55  | 42 | 20 | 15 | 7  | 11  | 9   | 1   | 9   | 6   | 6   | 71 | 41 | 30  |
| 3.º  | San Martín (T)         | 47  | 42 | 14 | 19 | 9  | 13  | 6   | 2   | 1   | 13  | 7   | 51 | 39 | 12  |
| 4.º  | Colón                  | 47  | 42 | 17 | 13 | 12 | 12  | 7   | 2   | 5   | 6   | 10  | 59 | 49 | 10  |
| 5.º  | Talleres (C)           | 47  | 42 | 15 | 17 | 10 | 11  | 6   | 4   | 4   | 11  | 6   | 42 | 34 | 8   |
| 6.º  | Nueva Chicago          | 46  | 42 | 16 | 14 | 12 | 12  | 4   | 5   | 4   | 10  | 7   | 70 | 52 | 18  |
| 7.º  | Instituto              | 46  | 42 | 16 | 14 | 12 | 9   | 8   | 4   | 7   | 6   | 8   | 59 | 50 | 9   |
| 8.º  | Atlético Tucumán       | 45  | 42 | 18 | 9  | 15 | 13  | 6   | 2   | 5   | 3   | 13  | 64 | 52 | 12  |
| 9.º  | All Boys               | 45  | 42 | 18 | 9  | 15 | 11  | 5   | 5   | 7   | 4   | 10  | 55 | 59 | -4  |
| 10.º | Deportivo Morón        | 45  | 42 | 15 | 15 | 12 | 10  | 8   | 3   | 5   | 7   | 9   | 61 | 72 | -11 |
| 11.º | Arsenal                | 43  | 42 | 13 | 17 | 12 | 8   | 8   | 5   | 5   | 9   | 7   | 42 | 39 | 3   |
| 12.º | Unión                  | 43  | 42 | 15 | 13 | 14 | 11  | 8   | 2   | 4   | 5   | 12  | 55 | 54 | 1   |
| 13.º | Atlético de Rafaela    | 42  | 42 | 13 | 16 | 13 | 8   | 8   | 5   | 5   | 8   | 8   | 52 | 50 | 2   |
| 14.º | Douglas Haig           | 41  | 42 | 12 | 17 | 13 | 10  | 8   | 3   | 2   | 9   | 10  | 50 | 52 | -2  |
| 15.º | Deportivo Laferrere    | 39  | 42 | 11 | 17 | 14 | 10  | 7   | 4   | 1   | 10  | 10  | 45 | 54 | -9  |
| 16.º | Almirante Brown        | 38  | 42 | 12 | 14 | 16 | 9   | 6   | 6   | 3   | 8   | 10  | 51 | 63 | -12 |
| 17.º | Deportivo Italiano     | 36  | 42 | 11 | 14 | 17 | 6   | 8   | 7   | 5   | 6   | 10  | 41 | 43 | -2  |
| 18.º | Sarmiento (J)          | 36  | 42 | 9  | 18 | 15 | 6   | 10  | 5   | 3   | 8   | 10  | 43 | 55 | -12 |
| 19.º | Central Córdoba (R)    | 34  | 42 | 9  | 16 | 17 | 9   | 7   | 5   | 0   | 9   | 12  | 44 | 63 | -19 |
| 20.º | Talleres (RdE)         | 32  | 42 | 9  | 14 | 19 | 7   | 7   | 7   | 2   | 7   | 12  | 35 | 58 | -23 |
| 21.º | Ituzaingó              | 30  | 42 | 9  | 12 | 21 | 5   | 7   | 9   | 4   | 5   | 12  | 36 | 52 | -16 |
| 22.º | Chaco For Ever         | 29  | 42 | 6  | 17 | 19 | 6   | 11  | 4   | 0   | 6   | 15  | 28 | 53 | -25 |

|  |                                       |
|  | Campeón. Asciende a Primera División. |
|  | Clasificados al Torneo Reducido.      |

- Club de Gimnasia y Esgrima (J)
Campeón de la Primera B Nacional 1993-94 (1.º título)
Ascendido a Primera División.

## Resultados
| 1.ª | fechas                             | 22.ª |
| 1-1 | Chaco For Ever-Ituzaingó           | 0-1  |
| 0-1 | San Martín (T)-Almirante Brown     | 0-1  |
| 0-0 | Sarmiento (J)-Talleres (C)         | 0-1  |
| 2-1 | All Boys-Arsenal                   | 2-1  |
| 1-0 | Talleres (RdE)-Quilmes             | 0-5  |
| 2-2 | Atlético de Rafaela-Nueva Chicago  | 1-4  |
| 1-1 | Instituto-Douglas Haig             | 0-2  |
| 1-0 | Laferrere-Atlético Tucumán         | 2-2  |
| 0-1 | Unión (SF)-Gimnasia y Esgrima (J)  | 1-3  |
| 2-1 | Deportivo Morón-Deportivo Italiano | 1-1  |
| 0-3 | Central Córdoba (R)-Colón          | 1-2  |

| 4.ª | fechas                                 | 25.ª |
| 0-0 | Deportivo Morón-Central Córdoba (R)    | 0-2  |
| 1-2 | Deportivo Italiano-Atlético de Rafaela | 4-1  |
| 1-2 | Douglas Haig-All Boys                  | 3-1  |
| 1-1 | Nueva Chicago-Sarmiento (J)            | 4-0  |
| 0-0 | Quilmes -San Martín (T)                | 3-0  |
| 1-1 | Arsenal-Chaco For Ever                 | 2-0  |
| 3-1 | Talleres (C)-Colón                     | 0-0  |
| 1-0 | Almirante Brown-Ituzaingó              | 1-2  |
| 0-0 | Unión (SF)-Laferrere                   | 0-2  |
| 2-1 | Gimnasia y Esgrima (J)-Instituto       | 0-2  |
| 1-1 | Atlético Tucumán-Talleres (RdE)        | 1-2  |

| 7.ª | fechas                              | 28.ª |
| 0-0 | Chaco For Ever-Douglas Haig         | 0-2  |
| 4-0 | Central Córdoba (R)-Talleres (C)    | 2-2  |
| 3-1 | Colón-Nueva Chicago                 | 1-3  |
| 2-0 | San Martín (T)-Atlético Tucumán     | 1-1  |
| 2-1 | Atlético de Rafaela-Deportivo Morón | 7-1  |
| 0-0 | Instituto-Laferrere                 | 0-1  |
| 0-1 | Almirante Brown-Arsenal             | 2-2  |
| 0-0 | All Boys-Gimnasia y Esgrima (J)     | 0-2  |
| 0-0 | Sarmiento (J)-Deportivo Italiano    | 1-1  |
| 1-1 | Talleres (RdE)-Unión (SF)           | 0-4  |
| 0-2 | Ituzaingó-Quilmes                   | 0-1  |

| 10.ª | fechas                                  | 31.ª |
| 2-0  | Atlético de Rafaela-Central Córdoba (R) | 1-1  |
| 4-1  | Instituto-Talleres (RdE)                | 4-2  |
| 1-0  | Laferrere-All Boys                      | 2-3  |
| 2-2  | Douglas Haig-Almirante Brown            | 0-0  |
| 2-0  | Deportivo Italiano-Colón                | 1-2  |
| 1-1  | Unión (SF)-San Martín (T)               | 0-2  |
| 2-0  | Gimnasia y Esgrima (J)-Chaco For Ever   | 2-1  |
| 2-0  | Atlético Tucumán-Ituzaingó              | 3-1  |
| 3-2  | Quilmes-Arsenal                         | 1-0  |
| 3-0  | Deportivo Morón-Sarmiento (J)           | 0-0  |
| 1-1  | Nueva Chicago-Talleres (C)              | 1-4  |

| 13.ª | fechas                                 | 34.ª |
| 1-1  | Colón-Deportivo Morón                  | 1-1  |
| 1-1  | Chaco For Ever-Laferrere               | 1-3  |
| 0-2  | Central Córdoba (R)-Nueva Chicago      | 0-2  |
| 2-0  | Quilmes-Douglas Haig                   | 4-1  |
| 0-0  | Arsenal-Atlético Tucumán               | 1-2  |
| 0-0  | Talleres (C)-Deportivo Italiano        | 1-1  |
| 1-2  | Ituzaingó-Unión (SF)                   | 1-1  |
| 0-0  | Sarmiento (J)-Atlético de Rafaela      | 1-0  |
| 2-1  | San Martín (T)-Instituto               | 0-0  |
| 1-0  | All Boys-Talleres (RdE)                | 3-1  |
| 1-3  | Almirante Brown-Gimnasia y Esgrima (J) | 0-4  |

| 16.ª | fechas                            | 37.ª |
| 1-1  | Unión (SF)-Arsenal                | 0-0  |
| 1-0  | All Boys-San Martín (T)           | 0-0  |
| 3-0  | Talleres (RdE)-Chaco For Ever     | 0-1  |
| 0-1  | Atlético de Rafaela-Colón         | 0-1  |
| 4-3  | Instituto-Ituzaingó               | 3-1  |
| 1-1  | Laferrere-Almirante Brown         | 2-3  |
| 2-1  | Deportivo Morón-Talleres (C)      | 1-4  |
| 1-1  | Gimnasia y Esgrima (J)-Quilmes    | 2-2  |
| 2-3  | Deportivo Italiano-Nueva Chicago  | 1-4  |
| 3-2  | Sarmiento (J)-Central Córdoba (R) | 0-1  |
| 0-3  | Atlético Tucumán-Douglas Haig     | 1-2  |

| 19.ª | fechas                                  | 40.ª |
| 0-0  | Chaco For Ever-San Martín (T)           | 0-3  |
| 1-1  | Talleres (C)-Atlético de Rafaela        | 1-0  |
| 3-0  | Central Córdoba (R)- Italiano           | 0-3  |
| 2-2  | Atlético Tucumán-Gimnasia y Esgrima (J) | 0-1  |
| 3-1  | Douglas Haig-Unión (SF)                 | 0-1  |
| 6-0  | Nueva Chicago-Deportivo Morón           | 2-3  |
| 1-1  | Quilmes-Laferrere                       | 1-2  |
| 1-0  | Arsenal-Instituto                       | 1-0  |
| 3-1  | Almirante Brown-Talleres (RdE)          | 1-2  |
| 0-1  | Ituzaingó-All Boys                      | 1-2  |
| 1-2  | Colón-Sarmiento (J)                     | 1-1  |

| 2.ª | fechas                                 | 23.ª |
| 1-1 | Deportivo Italiano-Laferrere           | 2-1  |
| 3-0 | Atlético Tucumán-Instituto             | 4-2  |
| 0-2 | Douglas Haig-Atlético de Rafaela       | 2-2  |
| 1-1 | Nueva Chicago-Talleres (RdE)           | 0-0  |
| 1-1 | Quilmes-All Boys                       | 3-1  |
| 2-1 | Arsenal-Sarmiento (J)                  | 2-4  |
| 1-1 | Talleres (C)-San Martín (T)            | 0-2  |
| 1-1 | Almirante Brown-Chaco For Ever         | 2-1  |
| 0-0 | Ituzaingó-Colón                        | 0-2  |
| 4-0 | Gimnasia y Esgrima (J)-Deportivo Morón | 0-1  |
| 1-1 | Unión (SF)-Central Córdoba (R)         | 1-2  |

| 5.ª | fechas                                     | 26.ª |
| 0-0 | Central Córdoba (R)-Almirante Brown        | 2-2  |
| 1-2 | Ituzaingó-Talleres (C)                     | 0-0  |
| 1-1 | Chaco For Ever-Quilmes                     | 0-2  |
| 5-1 | Sarmiento (J)-Douglas Haig                 | 2-1  |
| 1-0 | All Boys-Atlético Tucumán                  | 2-3  |
| 0-1 | Talleres (RdE)-Deportivo Italiano          | 1-0  |
| 0-0 | Atlético de Rafaela-Gimnasia y Esgrima (J) | 0-1  |
| 3-4 | Instituto-Unión (SF)                       | 2-2  |
| 1-2 | Laferrere-Deportivo Morón                  | 1-3  |
| 0-0 | Colón-Arsenal                              | 0-1  |
| 2-1 | San Martín (T)-Nueva Chicago               | 2-3  |

| 8.ª | fechas                               | 29.ª |
| 3-0 | Instituto-Central Córdoba (R)        | 0-0  |
| 0-0 | Laferrere-Atlético de Rafaela        | 2-2  |
| 1-1 | Deportivo Morón-Talleres (RdE)       | 1-1  |
| 0-1 | Deportivo Italiano-San Martín (T)    | 1-2  |
| 3-0 | Douglas Haig-Colón                   | 0-5  |
| 1-2 | Nueva Chicago-Ituzaingó              | 3-0  |
| 3-2 | Quilmes-Almirante Brown              | 1-3  |
| 0-0 | Arsenal-Talleres (C)                 | 0-0  |
| 2-1 | Unión (SF)-All Boys                  | 1-3  |
| 3-3 | Gimnasia y Esgrima (J)-Sarmiento (J) | 4-1  |
| 0-0 | Atlético Tucumán-Chaco For Ever      | 0-1  |

| 11.ª | fechas                             | 32.ª |
| 1-2  | Central Córdoba (R)-Quilmes        | 1-1  |
| 2-2  | Arsenal-Nueva Chicago              | 1-0  |
| 3-0  | Talleres (C)-Douglas Haig          | 0-0  |
| 0-3  | Almirante Brown-Atlético Tucumán   | 0-1  |
| 0-0  | Ituzaingó-Deportivo Italiano       | 0-2  |
| 1-3  | Colón-Gimnasia y Esgrima (J)       | 1-1  |
| 1-1  | Chaco For Ever-Unión (SF)          | 0-2  |
| 1-1  | Sarmiento (J)-Laferrere            | 2-3  |
| 3-0  | All Boys-Instituto                 | 0-1  |
| 0-1  | Talleres (RdE)-Atlético de Rafaela | 2-4  |
| 6-1  | San Martín (T)-Deportivo Morón     | 3-3  |

| 14.ª | fechas                              | 35.ª |
| 1-1  | All Boys-Central Córdoba (R)        | 1-2  |
| 0-0  | Deportivo Italiano-Arsenal          | 2-0  |
| 1-0  | Talleres (RdE)-Sarmiento (J)        | 2-0  |
| 2-1  | Atlético de Rafaela-San Martín (T)  | 2-2  |
| 0-0  | Instituto-Chaco For Ever            | 2-0  |
| 1-0  | Laferrere-Colón                     | 0-3  |
| 1-0  | Deportivo Morón-Ituzaingó           | 3-2  |
| 1-1  | Unión (SF)-Almirante Brown          | 2-0  |
| 0-0  | Gimnasia y Esgrima (J)-Talleres (C) | 3-1  |
| 3-1  | Atlético Tucumán-Quilmes            | 1-1  |
| 0-0  | Douglas Haig-Nueva Chicago          | 1-3  |

| 17.ª | fechas                               | 38.ª |
| 2-1  | Colón-Talleres (RdE)                 | 1-1  |
| 2-1  | Central Córdoba (R)-Atlético Tucumán | 1-5  |
| 1-0  | Douglas Haig-Deportivo Italiano      | 0-1  |
| 1-0  | Nueva Chicago-Gimnasia y Esgrima (J) | 1-1  |
| 3-0  | Quilmes-Unión (SF)                   | 1-1  |
| 0-1  | Arsenal-Deportivo Morón              | 1-2  |
| 2-0  | Talleres (C)-Laferrere               | 0-3  |
| 0-0  | Almirante Brown-Instituto            | 2-3  |
| 1-1  | Ituzaingó-Atlético de Rafaela        | 2-2  |
| 0-0  | Chaco For Ever-All Boys              | 0-2  |
| 0-0  | San Martín (T)-Sarmiento (J)         | 1-1  |

| 20.ª | fechas                                    | 41.ª |
| 2-1  | Atlético de Rafaela-Arsenal               | 1-0  |
| 1-0  | Gimnasia y Esgrima (J)-Deportivo Italiano | 1-2  |
| 0-0  | Sarmiento (J)-Ituzaingó                   | 0-0  |
| 5-2  | All Boys-Almirante Brown                  | 2-0  |
| 0-1  | Talleres (RdE)-Talleres (C)               | 0-0  |
| 1-0  | Instituto-Quilmes                         | 2-2  |
| 2-2  | Laferrere-Nueva Chicago                   | 1-1  |
| 1-1  | Deportivo Morón-Douglas Haig              | 1-1  |
| 2-0  | Unión (SF)-Atlético Tucumán               | 1-4  |
| 1-1  | Chaco For Ever-Central Córdoba (R)        | 1-1  |
| 3-1  | San Martín (T)-Colón                      | 1-1  |

| 3.ª | fechas                               | 24.ª |
| 1-1 | Colón-Almirante Brown                | 0-2  |
| 0-0 | Chaco For Ever-Talleres (C)          | 0-2  |
| 1-1 | San Martín (T)-Arsenal               | 0-1  |
| 2-1 | Sarmiento (J)-Quilmes                | 0-0  |
| 1-1 | All Boys-Nueva Chicago               | 2-1  |
| 0-0 | Talleres (RdE)-Douglas Haig          | 0-1  |
| 1-2 | Atlético de Rafaela-Atlético Tucumán | 0-5  |
| 1-0 | Instituto-Deportivo Italiano         | 0-0  |
| 1-2 | Laferrere-Gimnasia y Esgrima (J)     | 0-2  |
| 2-2 | Deportivo Morón-Unión (SF)           | 0-1  |
| 0-1 | Central Córdoba (R)-Ituzaingó        | 0-3  |

| 6.ª | fechas                                | 27.ª |
| 1-0 | Laferrere-Central Córdoba (R)         | 1-1  |
| 1-2 | Deportivo Morón-Instituto             | 4-4  |
| 1-1 | Deportivo Italiano-All Boys           | 5-0  |
| 1-1 | Douglas Haig-San Martín (T)           | 0-1  |
| 1-0 | Nueva Chicago-Chaco For Ever          | 2-2  |
| 2-0 | Quilmes-Colón                         | 2-2  |
| 2-0 | Arsenal-Ituzaingó                     | 1-0  |
| 1-0 | Talleres (C)-Almirante Brown          | 0-0  |
| 1-0 | Unión (SF)-Atlético de Rafaela        | 0-2  |
| 2-0 | Gimnasia y Esgrima (J)-Talleres (RdE) | 1-1  |
| 4-2 | Atlético Tucumán-Sarmiento (J)        | 0-2  |

| 9.ª | fechas                                | 30.ª |
| 1-1 | Central Córdoba (R)-Arsenal           | 1-1  |
| 1-4 | Talleres (C)-Quilmes                  | 0-1  |
| 2-1 | Almirante Brown-Nueva Chicago         | 1-0  |
| 0-0 | Ituzaingó-Douglas Haig                | 0-1  |
| 3-1 | Colón-Atlético Tucumán                | 1-2  |
| 1-0 | Chaco For Ever-Deportivo Italiano     | 1-2  |
| 1-1 | San Martín (T)-Gimnasia y Esgrima (J) | 0-0  |
| 1-1 | Sarmiento (J)-Unión (SF)              | 1-3  |
| 1-5 | All Boys-Deportivo Morón              | 1-0  |
| 1-2 | Talleres (RdE)-Laferrere              | 0-0  |
| 2-2 | Atlético de Rafaela-Instituto         | 0-2  |

| 12.ª | fechas                             | 33.ª |
| 1-1  | Talleres (RdE)-Central Córdoba (R) | 0-3  |
| 1-1  | Atlético de Rafaela-All Boys       | 0-0  |
| 0-0  | Instituto-Sarmiento (J)            | 2-0  |
| 1-1  | Laferrere-San Martín (T)           | 1-3  |
| 2-1  | Deportivo Morón-Chaco For Ever     | 0-2  |
| 1-2  | Unión (SF)-Colón                   | 1-2  |
| 3-1  | Deportivo Italiano-Almirante Brown | 1-1  |
| 1-1  | Douglas Haig-Arsenal               | 2-3  |
| 2-3  | Nueva Chicago-Quilmes              | 1-1  |
| 2-1  | Gimnasia y Esgrima (J)-Ituzaingó   | 1-1  |
| 0-0  | Atlético Tucumán-Talleres (C)      | 1-0  |

| 15.ª | fechas                             | 36.ª |
| 2-1  | Central Córdoba (R)-Douglas Haig   | 2-2  |
| 2-0  | Nueva Chicago-Atlético Tucumán     | 1-2  |
| 1-1  | Quilmes-Deportivo Italiano         | 1-0  |
| 1-1  | Arsenal-Gimnasia y Esgrima (J)     | 2-2  |
| 2-2  | Almirante Brown-Deportivo Morón    | 1-1  |
| 3-1  | Ituzaingó-Laferrere                | 1-0  |
| 2-1  | Chaco For Ever-Atlético de Rafaela | 2-3  |
| 3-0  | Talleres (C)-Unión (SF)            | 0-1  |
| 1-0  | Colón-Instituto                    | 1-1  |
| 0-0  | San Martín (T)-Talleres (RdE)      | 1-4  |
| 2-0  | Sarmiento (J)-All Boys             | 1-2  |

| 18.ª | fechas                              | 39.ª |
| 2-0  | Atlético de Rafaela-Almirante Brown | 2-1  |
| 2-2  | Gimnasia y Esgrima (J)-Douglas Haig | 0-3  |
| 3-4  | All Boys-Colón                      | 2-4  |
| 0-2  | Instituto-Talleres (C)              | 1-0  |
| 1-1  | Deportivo Morón-Quilmes             | 3-2  |
| 0-0  | Deportivo Italiano-Atlético Tucumán | 1-2  |
| 2-1  | San Martín (T)-Central Córdoba (R)  | 1-1  |
| 1-1  | Sarmiento (J)-Chaco For Ever        | 0-0  |
| 3-0  | Unión (SF)-Nueva Chicago            | 0-1  |
| 0-3  | Talleres (RdE)-Ituzaingó            | 1-1  |
| 1-1  | Laferrere-Arsenal                   | 0-2  |

| 21.ª | fechas                                     | 42.ª |
| 3-0  | Douglas Haig-Laferrere                     | 0-0  |
| 1-0  | Talleres (C)-All Boys                      | 1-1  |
| 1-1  | Colón-Chaco For Ever                       | 0-1  |
| 0-1  | Central Córdoba (R)-Gimnasia y Esgrima (J) | 0-3  |
| 1-2  | Deportivo Italiano-Unión (SF)              | 1-1  |
| 3-0  | Atlético Tucumán-Deportivo Morón           | 0-3  |
| 2-1  | Nueva Chicago-Instituto                    | 1-1  |
| 1-0  | Quilmes-Atlético de Rafaela                | 1-1  |
| 2-0  | Arsenal-Talleres (RdE)                     | 0-1  |
| 3-1  | Almirante Brown-Sarmiento (J)              | 2-2  |
| 1-0  | Ituzaingó-San Martín (T)                   | 0-0  |

## Segundo ascenso
Se disputó un Torneo Reducido entre los equipos del segundo al octavo puesto inclusive, de la tabla general con eliminación directa a partidos de ida y vuelta, a los que se agregó Chacarita Juniors, que era el campeón de Primera B.
El ganador fue Talleres (Córdoba)
|  | Cuartos de final      | Cuartos de final | Cuartos de final    |   |                     | Semifinales       | Semifinales       | Semifinales       |  |  | Final                     | Final                     | Final                     |
|  | 2 al 10 de julio      | 2 al 10 de julio | 2 al 10 de julio    |   |                     | 16 al 26 de julio | 16 al 26 de julio | 16 al 26 de julio |  |  | 30 de julio y 6 de agosto | 30 de julio y 6 de agosto | 30 de julio y 6 de agosto |
|  |                       |                  |                     |   |                     |                   |                   |                   |  |  |                           |                           |                           |
|  | Nueva Chicago         | 2                | 0                   |   |                     |                   |                   |                   |  |  |                           |                           |                           |
|  | Talleres (Córdoba)(v) | 2                | 0                   |   |                     |                   |                   |                   |  |  |                           |                           |                           |
|  | Talleres (Córdoba)(v) | 2                | 0                   |   | Talleres (Córdoba)  | 2                 | 0                 |                   |  |  |                           |                           |                           |
|  |                       |                  |                     |   | Talleres (Córdoba)  | 2                 | 0                 |                   |  |  |                           |                           |                           |
|  |                       | San Martín (T)   | 0                   | 0 |                     |                   |                   |                   |  |  |                           |                           |                           |
|  | Atlético Tucumán      | San Martín (T)   | 0                   | 0 | 2                   | 1                 |                   |                   |  |  |                           |                           |                           |
|  | Atlético Tucumán      |                  |                     |   | 2                   | 1                 |                   |                   |  |  |                           |                           |                           |
|  | San Martín (T)(v)     | 2                | 1                   |   |                     |                   |                   |                   |  |  |                           |                           |                           |
|  |                       |                  |                     |   |                     |                   |                   |                   |  |  | Talleres (Córdoba)        | 1                         | 3                         |
|  |                       |                  | Instituto (Córdoba) | 1 | 1                   |                   |                   |                   |  |  |                           |                           |                           |
|  | Instituto (Córdoba)   | 2                | 2                   |   |                     |                   |                   |                   |  |  |                           |                           |                           |
|  | Colón                 | 0                | 1                   |   |                     |                   |                   |                   |  |  |                           |                           |                           |
|  | Colón                 | 0                | 1                   |   | Instituto (Córdoba) | 3                 | 3                 |                   |  |  |                           |                           |                           |
|  |                       |                  |                     |   | Instituto (Córdoba) | 3                 | 3                 |                   |  |  |                           |                           |                           |
|  |                       | Quilmes          | 0                   | 3 |                     |                   |                   |                   |  |  |                           |                           |                           |
|  | Chacarita             | Quilmes          | 0                   | 3 | 0                   | 1                 |                   |                   |  |  |                           |                           |                           |
|  | Chacarita             |                  |                     |   | 0                   | 1                 |                   |                   |  |  |                           |                           |                           |
|  | Quilmes               | 1                | 1                   |   |                     |                   |                   |                   |  |  |                           |                           |                           |

El equipo situado arriba es local en el partido de ida.

## Tabla de descenso
| Pos  | Equipo              | 1991/92 | 1992/93 | 1993/94 | Total | PJ  | Promedio |
| ---- | ------------------- | ------- | ------- | ------- | ----- | --- | -------- |
| 1.º  | Gimnasia de Jujuy   | —       | —       | 58      | 58    | 42  | 1,381    |
| 2.º  | Colón               | 52      | 56      | 47      | 155   | 126 | 1,230    |
| 3.º  | Quilmes             | —       | 45      | 55      | 100   | 84  | 1,190    |
| 4.º  | San Martín (T)      | 51      | —       | 47      | 98    | 84  | 1,167    |
| 5.º  | Talleres            | —       | —       | 47      | 47    | 42  | 1,119    |
| 6.º  | Nueva Chicago       | 49      | 44      | 46      | 139   | 126 | 1,103    |
| 7.º  | All Boys            | —       | —       | 45      | 45    | 42  | 1,071    |
| 8.º  | Almirante Brown     | 52      | 45      | 38      | 135   | 126 | 1,071    |
| 9.º  | Instituto           | 47      | 41      | 46      | 134   | 126 | 1,063    |
| 10.º | Atlético Tucumán    | 46      | 42      | 45      | 133   | 126 | 1,056    |
| 11.º | Arsenal             | —       | 45      | 43      | 88    | 84  | 1,048    |
| 12.º | Unión               | —       | 43      | 43      | 86    | 84  | 1,024    |
| 13.º | Douglas Haig        | 50      | 34      | 41      | 125   | 126 | 0,992    |
| 14.º | Central Córdoba (R) | 42      | 46      | 34      | 122   | 126 | 0,968    |
| 15.º | Deportivo Italiano  | 38      | 48      | 36      | 122   | 126 | 0,968    |
| 16.º | Deportivo Morón     | 41      | 35      | 45      | 121   | 126 | 0,960    |
| 17.º | Atlético de Rafaela | 35      | 43      | 42      | 120   | 126 | 0,952    |
| 18.º | Deportivo Laferrere | 39      | 40      | 39      | 118   | 126 | 0,937    |
| 19.º | Talleres (RE)       | 44      | 41      | 32      | 117   | 126 | 0,929    |
| 20.º | Chaco For Ever      | 46      | 41      | 29      | 116   | 126 | 0,921    |
| 21.º | Sarmiento (J)       | —       | —       | 36      | 36    | 42  | 0,857    |
| 22.º | Ituzaingó           | —       | 38      | 30      | 68    | 84  | 0,810    |

|  | Descendieron a la tercera categoría. |

Ituzaingó, Sarmiento (Junín) y Chaco For Ever descendieron por peor promedio en las últimas tres temporadas.